# Shuto Kawai
Shuto Kawai (河合 秀人 Kawai Shuto?, nacido el 1 de octubre de 1993 en Osaka) es un futbolista japonés que se desempeña como centrocampista.

## Trayectoria

### Clubes
| Club               | País  | Año         |
| ------------------ | ----- | ----------- |
| Gainare Tottori    | Japón | 2016 - 2017 |
| AC Nagano Parceiro | Japón | 2018 -      |

## Estadística de carrera

### J. League
| Club            | Año   | J. League | J. League | Copa J. League | Copa J. League | Total | Total |
| Club            | Año   | Part.     | Goles     | Part.          | Goles          | Part. | Goles |
| --------------- | ----- | --------- | --------- | -------------- | -------------- | ----- | ----- |
| Gainare Tottori | 2016  | 29        | 6         | -              | -              | 29    | 6     |
| Gainare Tottori | 2017  | 29        | 5         | -              | -              | 29    | 5     |
| Total           | Total | 58        | 11        | 0              | 0              | 58    | 11    |